# 圆测
釋圓測（613年—696年），生於新羅，唐朝法相宗高僧。贞观年间，住西明寺，世称西明圆测。

## 生平
圆测出生于新罗王族。15岁游学大唐，历事京师法常、僧辩等，博通丛书。贞观年间，住西明寺，世称西明圆测。
專於諸論『阿毘曇』、『成實論』、『俱舍論』、『大毘婆娑論』等
。后玄奘归返长安、开设翻译道场，其与窥基、普光等人一同参与翻译。此后，武则天尊其为国师，新罗遣特使请回国，武则天不允。示寂於佛授記寺，万岁通天元年圆寂，世寿84岁，荼毘火葬於龍門山香山寺北谷，祀於白塔。舍利藏于西安兴教寺。

## 著作
著有《成唯识论疏》、《解深密经疏》、《仁王经疏》、《心经疏》、《因明正理门论疏》等论疏，影响深远
。

## 弟子
弟子有胜庄、慈善、道证等人。

## 外部連結
- 佛授記寺（页面存档备份，存于）
- 农历七月廿二 唐代高僧圆测大师圆寂纪念日（页面存档备份，存于）